# SirVocea Dennis
SirVocea Levitticus Dennis (Syracuse, Nueva York; 9 de marzo de 2000) más conocido como SirVocea Dennis, apodado Vossy, es un jugador profesional estadounidense de fútbol americano, se desempeña en la posición de linebacker en Tampa Bay Buccaneers, en la National Football League (NFL).

## Carrera
Hizo su debut profesional con el equipo Tampa Bay Buccaneers, lleva jugando una temporada, comenzó en el 2023.